# Ormosia laosensis
Ormosia laosensis là một loài thực vật có hoa trong họ Đậu. Loài này được Niyomdham miêu tả khoa học đầu tiên.